# Ᾱ̆
Cette page contient des caractères spéciaux ou non latins. S’ils s’affichent mal (▯, ?, etc.), consultez la page d’aide Unicode.
Alpha macron brève (capitale Ᾱ̆, minuscule ᾱ̆) est une lettre de l’alphabet grec utilisée pour le grec ancien en particulier lorsque la quantité de longueur de syllabe est indiquée.

## Utilisation
L’alpha macron brève est utilisé pour noter un alpha qui peut être long ou court, notamment dans certains dictionnaires. Il est par exemple utilisé lorsque la quantité de longueur est indiqué dans la transcription de mots comme μανός, alors transcrit ‹ μᾱ̆νός ›.